# Agnes Reisch
Agnes Reisch (11 ottobre 1999) è una saltatrice con gli sci tedesca.

## Biografia
Agnes Reisch, attiva dall'agosto del 2013, ha esordito in Coppa del Mondo il 30 gennaio 2016 a Oberstdorf (13ª); ai Mondiali juniores di Park City 2017 ha vinto la medaglia d'oro nella gara a squadre e quella d'argento nella gara a squadre mista e a quelli di Lahti 2019 ha conquistato la medaglia d'argento nella gara a squadre e quella di bronzo nella gara a squadre mista. Il 25 gennaio 2025 ha ottenuto nella gara a squadre di Zaō la prima vittoria, nonché primo podio, in Coppa del Mondo e ai successivi Mondiali di Trondheim 2025, sua prima presenza iridata, ha vinto la medaglia di bronzo nella gara a squadre e si è classificata 10ª nel trampolino normale e 14ª nel trampolino lungo; non ha preso parte a rassegne olimpiche.

## Palmarès

### Mondiali
- 1 medaglia:
  - 1 bronzo (gara a squadre a Trondheim 2025)

### Mondiali juniores
- 4 medaglie:
  - 1 oro (gara a squadre a Park City 2017)
  - 2 argenti (gara a squadre mista a Park City 2017; gara a squadre a Lahti 2019)
  - 1 bronzo (gara a squadre mista a Lahti 2019)

### Coppa del Mondo
- Miglior piazzamento in classifica generale: 29ª nel 2020
- 3 podi (1 individuale, 2 a squadre):
  - 2 vittorie (a squadre)
  - 1 secondo posto (individuale)

#### Coppa del Mondo - vittorie
| Data            | Località    | Nazione     | Trampolino                                                                |
| --------------- | ----------- | ----------- | ------------------------------------------------------------------------- |
| 25 gennaio 2025 | Zaō         | Giappone    | Yamagata HS102 (con Selina Freitag)                                       |
| 8 febbraio 2025 | Lake Placid | Stati Uniti | MacKenzie HS128 (con Philipp Raimund, Selina Freitag e Andreas Wellinger) |